# Бандунгський технологічний інститут
Бандунгський технологічний інститут (сунд. ᮄᮔ᮪ᮞ᮪ᮒᮤᮒᮥᮒ᮪ ᮒᮦᮊ᮪ᮔᮧᮜᮧᮌᮤ ᮘᮔ᮪ᮓᮥᮀ, трансліт. Institut Téknologi Bandung; індонез. Institut Teknologi Bandung, скорочено ITB; англ. Bandung Institute of Technology) — державний дослідницький університет у Бандунгу, Індонезія. Його вважають одним із двох найпрестижніших університетів Індонезії нарівні з Університетом Індонезії.

## Історія

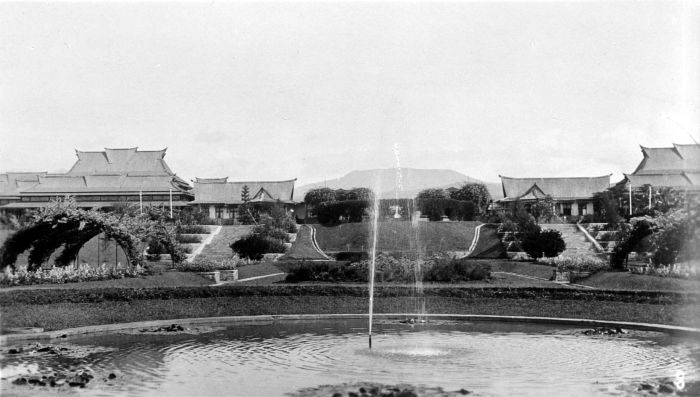
Вища технічна школа в Бандунгу, приблизно 1924—1932

Бандунгський технологічний інститут бере свій початок від Вищої технічної школи в Бандунгу (нід. Technische Hoogeschool te Bandoeng, THB), заснованої, коли Індонезія була нідерландською колонією. Першим ідею школи запропонував Карел Альберт Рудольф Босха, німецько-голландський підприємець і філантроп. Згодом його пропозицію схвалив колоніальний уряд, щоб задовольнити наростальний попит на технічний розвиток в колонії.
Будівлю школи спроєктував 1918 року голландський архітектор на ім'я Анрі Маклейн Понт, поєднавши індонезійську народну архітектуру з сучасними архітектурними елементами. Вперше школа відчинила свої двері 3 липня 1920 року. На той час у неї був лише один підрозділ — факультет технічних наук, і лише одна академічна спеціальність — інженерія доріг та водних ресурсів.
Протягом 1940-х років університет багато разів змінював підпорядкування та переживав ряд перейменувань.
Під час японської окупації Індонезії під час Другої світової війни японська адміністрація перейменувала школу в Індустріальний університет. Ця назва проіснувала недовго, оскільки через кілька років капітуляція Японії проклала шлях до проголошення незалежності Індонезії, і новопроголошена республіка перейменувала навчальний заклад на Вищу технічну школу (англ. Technical High School).
Через рік голландський колоніальний уряд повернувся, знову окупував Індонезію та перейменував заклад на Надзвичайний університет Голландської Ост-Індії (Emergency University of Dutch East). Саме в цей час в університетському містечку почали працювати факультет інженерії та факультет природничих наук Університету Індонезії. Тим часом в Індонезії вирувала Війна за незалежність від Нідерландів, яка закінчилась визнанням незалежності Індонезії в 1949 році.
2 березня 1959 року два факультети Університету Індонезії в Бандунгу було оголошено окремою академічною організацією. Так для вищої освіти в галузі природничих наук, технології та мистецтв був заснований Бандунгський технологічний інститут. У 1959 інститут інавгурував президент Сукарно.

## Кампуси

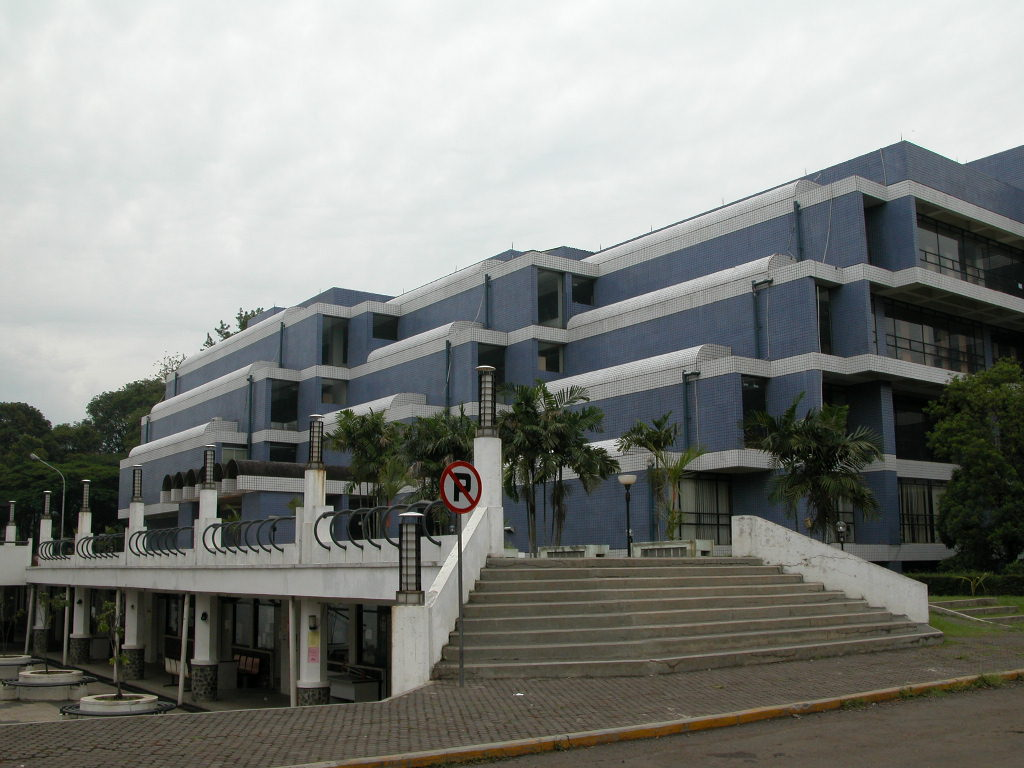
Бібліотека інституту

Головний кампус Бандунгського технологічного інституту разом з іншими кампусами займає загальну площу близько 77 га.
Перший і головний кампус у Ганеші містить лекційні класи й лабораторії, художню галерею, спортивний центр, центральну бібліотеку, медичну клініку.
Через збільшення кількості студентів інститут відкрив другий кампус у новому місці — у Джатінангорі. Від 2023 року усі першокурсники проходять спільний підготовчий етап у кампусі Джатінангор.
Інститут планує побудувати новий кампус у Чиребоні, розмістивши там нові наукові й навчальні корпуси.

## Рейтинги та репутація
Бандунгський технологічний інститут посів 281-е місце у загальносвітовому QS World University Rankings 2024 року й 60-е місце в QS Asian University Rankings 2024. Бандунгський технологічний інститут також посідає 120—150 позицію в рейтингу Times Higher Education World University Rankings 2023 і 35-40 місце в рейтингу Times Higher Education Asia University Rankings 2023.
У країні університет займає 1-е місце в рейтингу QS World University Rankings і 1-е місце в рейтингові Times Higher Education. Бандунгський технологічний інститут постійно входить до трійки найкращих елітних університетів Індонезії. У 2009 році він мав найвищий поріг балів у національному державному вступному іспиті до університетів. З 422159 кандидатів, які подали заявки, лише 2000 були прийняті.
Окрім факультетів STEM-направленості, інститут також має бізнес-школу під назвою Школа бізнесу та менеджменту (англ. School of Business and Management, SBM). Вона вважається найкращою бізнес-школою в Індонезії за рейтингами Eduniversal, Журналу глобальних брендів та журналу SWA, найпопулярнішого бізнес-журналу Індонезії.